# Viviane Biviga
Viviane Biviga Boussougou est une femme politique gabonaise, maire de Tchibanga de 2014 à 2019. Elle a été secrétaire générale au ministère de l'Agriculture, de l'Élevage, de la Pêche et du Développement rural du Gabon jusqu'en 2012 et secrétaire générale adjoint du parti au pouvoir, le Parti démocratique gabonais (PDG).  Elle occupe également en 2009 le poste de secrétaire nationale des communications et de la technologie au sein du PDG .